# Goniothalamus cardiopetalus
Goniothalamus cardiopetalus este o specie de plante din genul Goniothalamus, familia Annonaceae. A fost descrisă pentru prima dată de Nicol Alexander Dalzell, și a primit numele actual de la Joseph Dalton Hooker och Thomas Thomson. Conform Catalogue of Life specia Goniothalamus cardiopetalus nu are subspecii cunoscute.